# Гори (станция)
Гори (груз. გორი)-промежуточная станция Грузинской Железной Дороги на её главном ходу, конечная на линии Гори-Цхинвали.
От станции идёт ответвление к линии на Цхинвали, поезда ходили только до Никози, после окончания пандемии движение производится только по главному ходу.
Расположена на правом берегу Куры, связана с остальной частью Гори автобусными маршрутами по Крестовому Мосту.
На станции останавливаются все поезда, идущие через неё кроме экспрессов Stadler.
Расстояние до Тбилиси составляет около 80 км.
Соседние о.п: Скра (в сторону Батуми), Тинисхиди (в сторону Цхинвали), Хидистави (в сторону Тбилиси).